# 194 (număr)
194 (o sută nouăzeci și patru) este numărul natural care urmează după 193 și precede pe 195 într-un șir crescător de numere naturale.

## În matematică
194
- Este un număr par.
- Este un număr compus.[1]
- Este un număr deficient.[2][3]
- Este un număr semiprim.[4][5]
- Este un număr liber de pătrate.
- Este cel mai mic număr Markov[6][7] care nu este un număr Fibonacci,[8][9] nici un număr Pell.[10][11]
- Este un număr nontotient.[12][13]
- Este un număr odios.[14][15]
- Este suma adouă pătrate: {\displaystyle 194=13^{2}+5^{2}\,}.
- Este cel mai mic număr care poate fi scris ca sumă de trei pătrate în cinci moduri diferite.
- Exită 194 de reprezentări ireductibile ale grupului Monster.[16]
- Face parte din șirul Lucas-Lehmer[17][18] de test al numerelor prime Mersenne.[19][20]

## În știință

### În astronomie
- Obiectul NGC 194 din New General Catalogue este o galaxie eliptică cu o magnitudine 12,2 în constelația Peștii.
- 194 Prokne este un asteroid mare și întunecat din centura principală.
- 194P/LINEAR (LINEAR 9) este o cometă periodică din sistemul nostru solar.